# Beginners'Mac
『Beginners'Mac』（ビギナーズ マック、略称B'MAC）は、ソフトバンク発行のコンピュータ雑誌。
Macintosh専門誌『MacUser日本版』の、初心者向け雑誌として1995年11月に創刊。
1997年4月に休刊し、MacUser日本版と統合された。
付録CD-ROMには、読者の投稿作品も収録していた。
製本方法は、1996年1月号から11月号までは平綴じ、1996年12月号から1997年6月号までは無線綴じ。

## 主な連載コーナー
- b'mac person
- Travelin' "Sheetan" goes Ahead!（谷村志穂）
- あなたのマックみせてください
- 賢い消費者の時間（荻窪圭）
- コマQ（浮猿亭）
- こんなモノが欲しかった!!（高橋徳明）
- ゼロからはじめるDTM（森康成）
- タッチ・ミー・HyperCard　→　タッチ・ミー・HyperCard RITA～NZU!!（ばじー）
- 葉加瀬太郎的超電脳美術館（葉加瀬太郎）
- ひらけ！コンパネ
- もものティータイム（中原もも）

## 誌名について
「ビギナーズ・ラック」をもじったものとされている。